# Nolina
Genre
Synonymes
- Roulinia Brongn.[2]

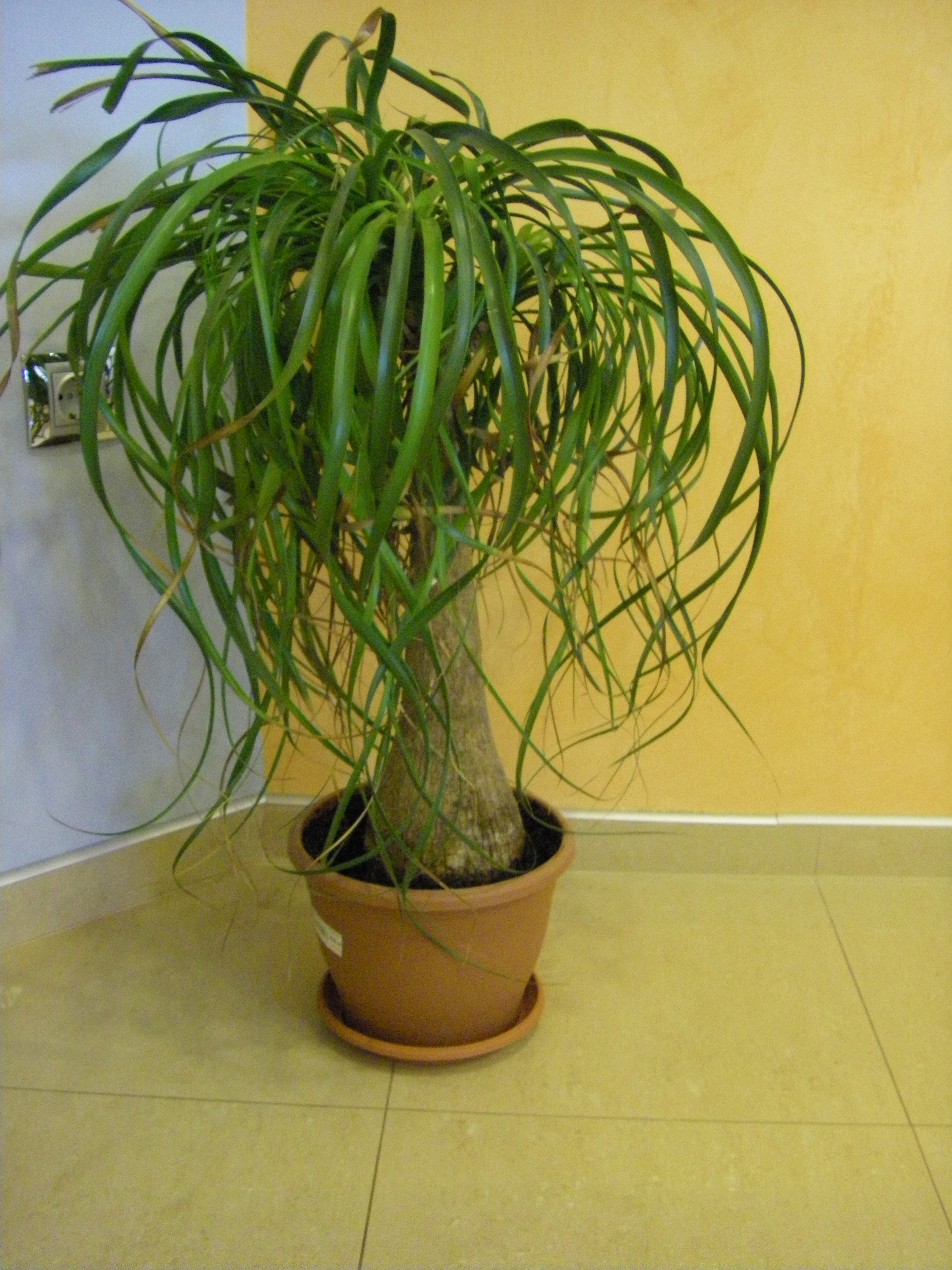
Nolina sp.

Nolina (les Nolines) est un genre de plantes succulentes.
Il est classé dans les familles botaniques Nolinaceae, Agavaceae, Ruscaceae, ou Asparagaceae, selon le périmètre retenu pour chaque famille.
Les Nolines sont des plantes tropicales xérophytes, originaires du Mexique et du sud des États-Unis.
Certains botanistes incluent le genre Beaucarnea dans Nolina.
Certaines Nolines sont cultivées comme plantes ornementales.
À maturité la Noline peut mesurer entre deux et cinq mètres de hauteur et deux mètres de largeur.

Elle résiste bien au froid, et peut tolérer jusqu'à -15°. Elle fleurit entre avril et septembre, ses fleurs ne mesurent que deux millimètres de diamètre mais restent très attractives pour les abeilles.

## Liste d'espèces
Selon BioLib (23 août 2021) :
- Nolina arenicola Correll
- Nolina atopocarpa Bartlett
- Nolina azureogladiata D. Donati
- Nolina beldingii Brandegee
- Nolina bigelovii (Torr.) S. Wats.
- Nolina brittoniana Nash
- Nolina cespitifera Trel.
- Nolina cismontana Dice
- Nolina durangensis Trel.
- Nolina elegans Rose
- Nolina erumpens (Torr.) S. Wats.
- Nolina georgiana Michx.

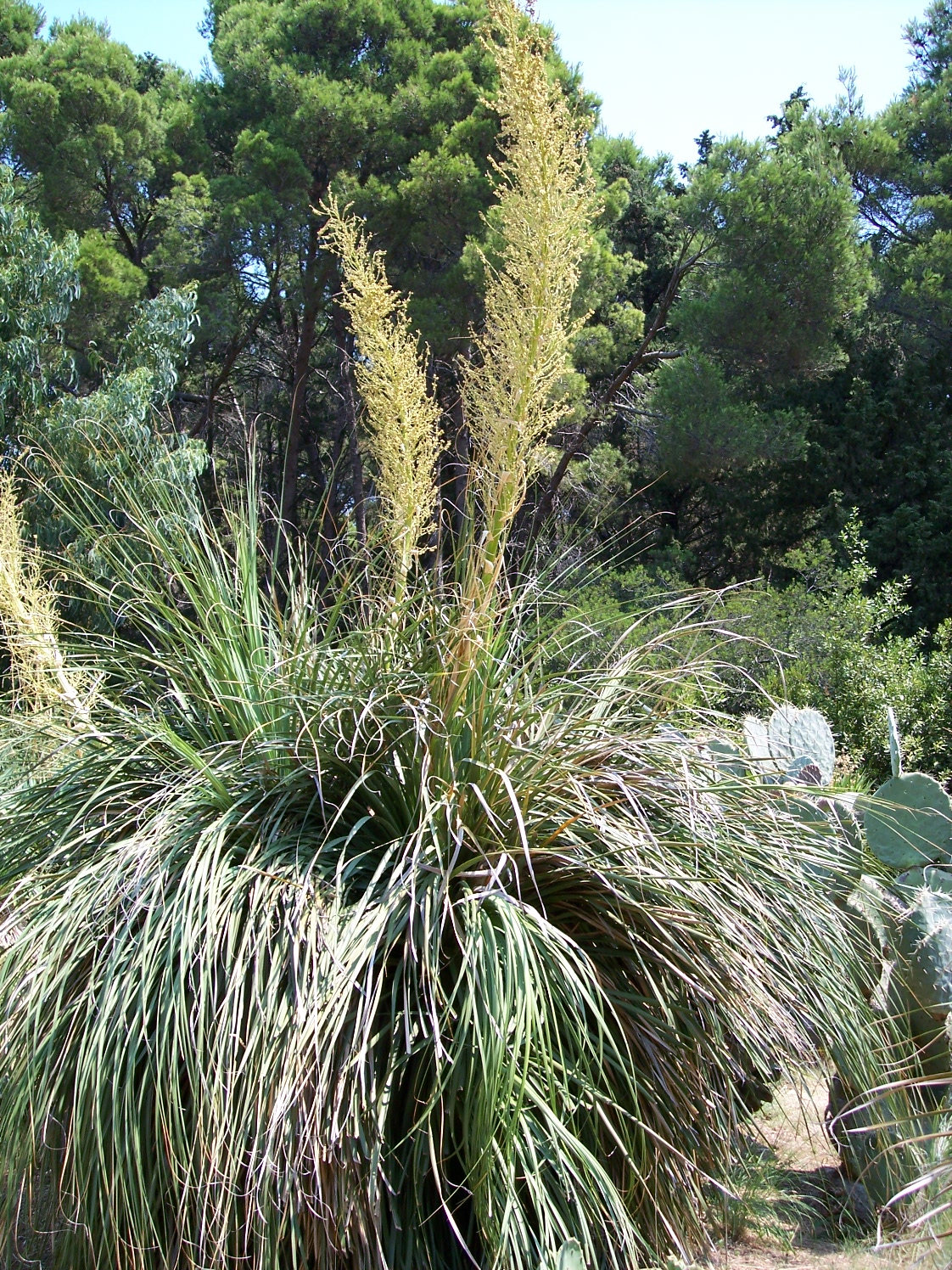
Nolina longifolia

- Nolina greenei S. Watson ex Wooton & Standl.
- Nolina hibernica Hochstätter & D. Donati
- Nolina humilis S. Watson
- Nolina interrata Gentry
- Nolina juncea (Zucc.) J.F. Macbr.
- Nolina lindheimeriana (Scheele) S. Wats.
- Nolina longifolia (Karw. ex Schult. & Schult.f.) Hemsl.
- Nolina matapensis Wiggins
- Nolina micrantha I.M. Johnston
- Nolina microcarpa S. Wats.
- Nolina nelsonii Rose
- Nolina palmeri S. Watson
- Nolina parryi S. Wats.
- Nolina parviflora (Kunth) Hemsl.
- Nolina pumila Rose
- Nolina rigida Trel.
- Nolina texana S. Wats.

Selon ITIS (23 août 2021) :
- Nolina arenicola Correll
- Nolina atopocarpa Bartlett
- Nolina bigelovii (Torr.) S. Watson
- Nolina brittoniana Nash
- Nolina cismontana Dice
- Nolina erumpens (Torr.) S. Watson
- Nolina georgiana Michx.
- Nolina greenei S. Watson ex Trel.
- Nolina interrata Gentry
- Nolina lindheimeriana (Scheele) S. Watson
- Nolina micrantha I.M. Johnst.
- Nolina microcarpa S. Watson
- Nolina parryi S. Watson
- Nolina texana S. Watson

Selon World Checklist of Selected Plant Families (WCSP) (23 août 2021) :
- Nolina arenicola Correll (1968)
- Nolina atopocarpa Bartlett (1909)
- Nolina azureogladiata D.Donati (2011)
- Nolina beldingii Brandegee (1890)
- Nolina bigelovii (Torr.) S.Watson (1879)
- Nolina brandegeei (Trel.) L.Hern. (2018)
- Nolina brittoniana Nash (1895)
- Nolina caxcana Ruiz-Sanchez, P.Carrillo & L.Hern. (2019)
- Nolina cespitifera Trel. (1911)
- Nolina cismontana Dice (1995)
- Nolina durangensis Trel. (1911)
- Nolina erumpens (Torr.) S.Watson (1879)
- Nolina excelsa García-Mend. & E.Solano (2012)
- Nolina georgiana Michx. (1803)
- Nolina greenei S.Watson ex Wooton & Standl. (1915)
- Nolina hibernica Hochstätter & D.Donati (2010)
- Nolina humilis S.Watson (1879)
- Nolina interrata Gentry (1946)
- Nolina juncea (Zucc.) J.F.Macbr. (1918)
- Nolina lindheimeriana (Scheele) S.Watson (1879)
- Nolina matapensis Wiggins (1940)
- Nolina micrantha I.M.Johnst. (1943)
- Nolina microcarpa S.Watson (1879)
- Nolina nelsonii Rose (1906)
- Nolina orbicularis L.Hern. (2019)
- Nolina palmeri S.Watson (1879)
- Nolina parryi S.Watson (1879)
- Nolina parviflora (Kunth) Hemsl., Biol. Cent.-Amer. (1884)
- Nolina pollyjeanneae Hochstätter (2013)
- Nolina pumila Rose (1906)
- Nolina rigida Trel. (1911)
- Nolina robusta L.Hern. (2019)
- Nolina rodriguezii Ruiz-Sanchez, P.Carrillo & L.Hern. (2019)
- Nolina texana S.Watson (1879)
- Nolina watsonii (Baker) Hemsl., Biol. Cent.-Amer. (1884)

Selon NCBI (23 août 2021) :
- Nolina atopocarpa Bartlett
- Nolina beldingii Brandegee
- Nolina bigelovii (Torr.) S.Watson
- Nolina brittoniana Nash
- Nolina cespitifera Trel.
- Nolina durangensis Trel.
- Nolina elegans Rose
- Nolina humilis S.Watson
- Nolina interrata Gentry
- Nolina juncea (Zucc.) J.F.Macbr.
- Nolina lindheimeriana (Scheele) S.Watson
- Nolina longifolia (Karw. ex Schult. & Schult.f.) Hemsl.
- Nolina microcarpa S.Watson
- Nolina nelsonii Rose
- Nolina palmeri S.Watson
- Nolina parviflora (Kunth) Hemsl.

Selon The Plant List (23 août 2021) :
- Nolina arenicola Correll
- Nolina atopocarpa Bartlett
- Nolina azureogladiata D.Donati
- Nolina beldingii Brandegee
- Nolina bigelovii (Torr.) S.Watson
- Nolina brittoniana Nash
- Nolina cespitifera Trel.
- Nolina cismontana Dice
- Nolina durangensis Trel.
- Nolina elegans Rose
- Nolina erumpens (Torr.) S.Watson
- Nolina georgiana Michx.
- Nolina greenei S.Watson ex Wooton & Standl.
- Nolina hibernica Hochstätter & D.Donati
- Nolina humilis S.Watson
- Nolina interrata Gentry
- Nolina juncea (Zucc.) J.F.Macbr.
- Nolina lindheimeriana (Scheele) S.Watson
- Nolina longifolia (Karw. ex Schult. & Schult.f.) Hemsl.
- Nolina matapensis Wiggins
- Nolina micrantha I.M.Johnst.
- Nolina microcarpa S.Watson
- Nolina nelsonii Rose
- Nolina palmeri S.Watson
- Nolina parryi S.Watson
- Nolina parviflora (Kunth) Hemsl.
- Nolina pumila Rose
- Nolina rigida Trel.
- Nolina texana S.Watson

Selon Tropicos (23 août 2021) (Attention liste brute contenant possiblement des synonymes) :
- Nolina affinis Trel.
- Nolina altamiranoana Rose
- Nolina arenicola Correll
- Nolina atopocarpa Bartlett
- Nolina azureogladiata D. Donati
- Nolina beldingii Brandegee
- Nolina bigelovii (Torr.) S. Watson
- Nolina brittoniana Nash
- Nolina caudata Trel.
- Nolina caxcana Ruiz-Sanchez, P. Carrillo & L. Hern.
- Nolina cespitifera Trel.
- Nolina cismontana Dice
- Nolina durangensis Trel.
- Nolina elegans Rose
- Nolina erumpens (Torr.) S. Watson
- Nolina excelsa García-Mend. & E. Solano
- Nolina georgiana Michx.
- Nolina gracilis (Lem.) Cif. & Giacom.
- Nolina greenei S. Watson ex Trel.
- Nolina guatemalensis (Rose) Cif. & Giacom.
- Nolina hartwegiana (Zucc.) Hemsl.
- Nolina hibernica Hochstätter & D. Donati
- Nolina histrix Trel.
- Nolina hookeri (Lem.) G.D. Rowley
- Nolina humilis S. Watson
- Nolina interrata Gentry
- Nolina javanica Hassk.
- Nolina juncea (Zucc.) J.F. Macbr.
- Nolina lindheimeriana (Scheele) S. Watson
- Nolina loderi N.E. Br.
- Nolina longifolia (Karw. ex Schult. f.) Hemsl.
- Nolina matapensis Wiggins
- Nolina micrantha I.M. Johnst.
- Nolina microcarpa S. Watson
- Nolina nelsonii Rose
- Nolina orbicularis L. Hern.
- Nolina palmeri S. Watson
- Nolina parryi S. Watson
- Nolina parviflora (Kunth) Hemsl.
- Nolina pliabilis (Baker) Lundell
- Nolina pumila Rose
- Nolina recurvata (Lem.) Hemsl.
- Nolina rigida (Brongn.) Trel.
- Nolina robusta L. Hern.
- Nolina rodriguezii Ruiz-Sanchez, P. Carrillo & L. Hern.
- Nolina stricta (Lem.) Cif. & Giacom.
- Nolina texana S. Watson
- Nolina watsonii (Baker) Hemsl.
- Nolina wolfii (Munz) Munz